# Distretto di Chicche
Il distretto di Chicche  è uno dei ventotto distretti della provincia di Huancayo, in Perù. Si trova nella regione di Junín e si estende su una superficie di 43,43  chilometri quadrati.